# اره مویی

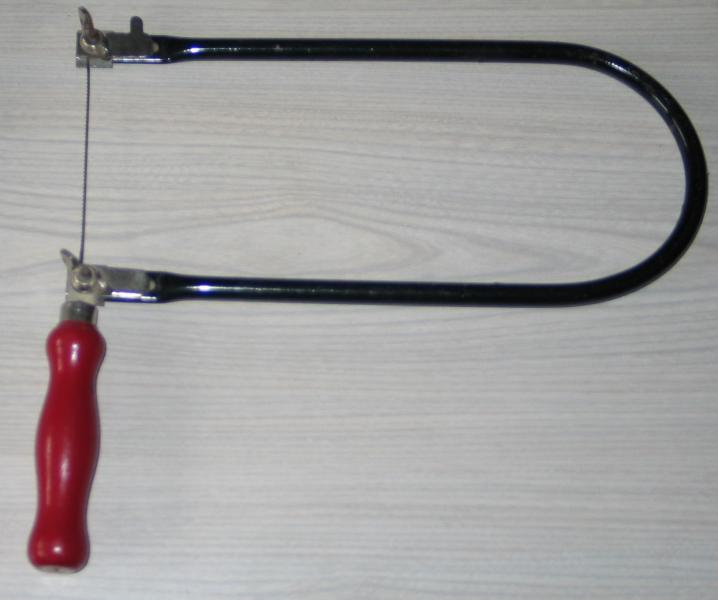

اره چوبی یک اره کمانی است که برای کارهای برش پیچیده استفاده می شود که اغلب دارای منحنی های محکم است. اگر چه اره مویی اغلب برای کارهای مشابه استفاده می شود، اره مویی قادر به شعاع های بسیار محکم تر و کارهای ظریف تر است. به دلیل عمق قاب آن (معمولاً بین 10 تا 20 اینچ (25 تا 51 سانتی‌متر)) ظاهری متمایز دارد که همراه با تیغه نسبتاً کوتاه پنج اینچی (13 سانتی‌متر) باعث می‌شود این ابزار تا حدودی با اکثر اره های دیگر نامتناسب به نظر برسد.
در مقایسه با اره مقابله ای، تیغه های بسیار کم عمق تری دارد که معمولاً بسیار ظریف هستند، تا 32 دندان در اینچ (13 دندان در هر سانتی متر). این اجازه می دهد تا منحنی های بسیار محکم تر بریده شوند - با تیغه های زیاد حتی گوشه های تیز نیز امکان پذیر است - اما تیغه ها نیز در مقایسه با اره های مقابله ای بسیار شکننده تر هستند. بر خلاف اره کاپینگ، تیغه دارای جهت گیری ثابت نسبت به قاب است. این به این معنی است که اره منبت کاری هنگام برش اجزای باریک بلند کمتر کاربرد دارد، اما افزایش عمق قاب اجازه دسترسی بسیار دورتر از لبه تخته را می دهد.
اره منبت کاری از بسیاری جهات شبیه اره اسکرول است که در اصل یک اره برقی با میز است. تیغه‌های بین این دو ابزار معمولاً قابل تعویض هستند و در واقع اره‌های اسکرول اغلب به‌طور غیررسمی به عنوان «اره‌های فرت» شناخته می‌شوند.
این ابزار نام خود را از استفاده در فرتر و در نهایت از فرتر فرانسوی (شبکه) گرفته است ، اشاره ای به الگوهای پیچیده ای که اغلب با استفاده از این ابزار ایجاد می شوند.

## استفاده کردن

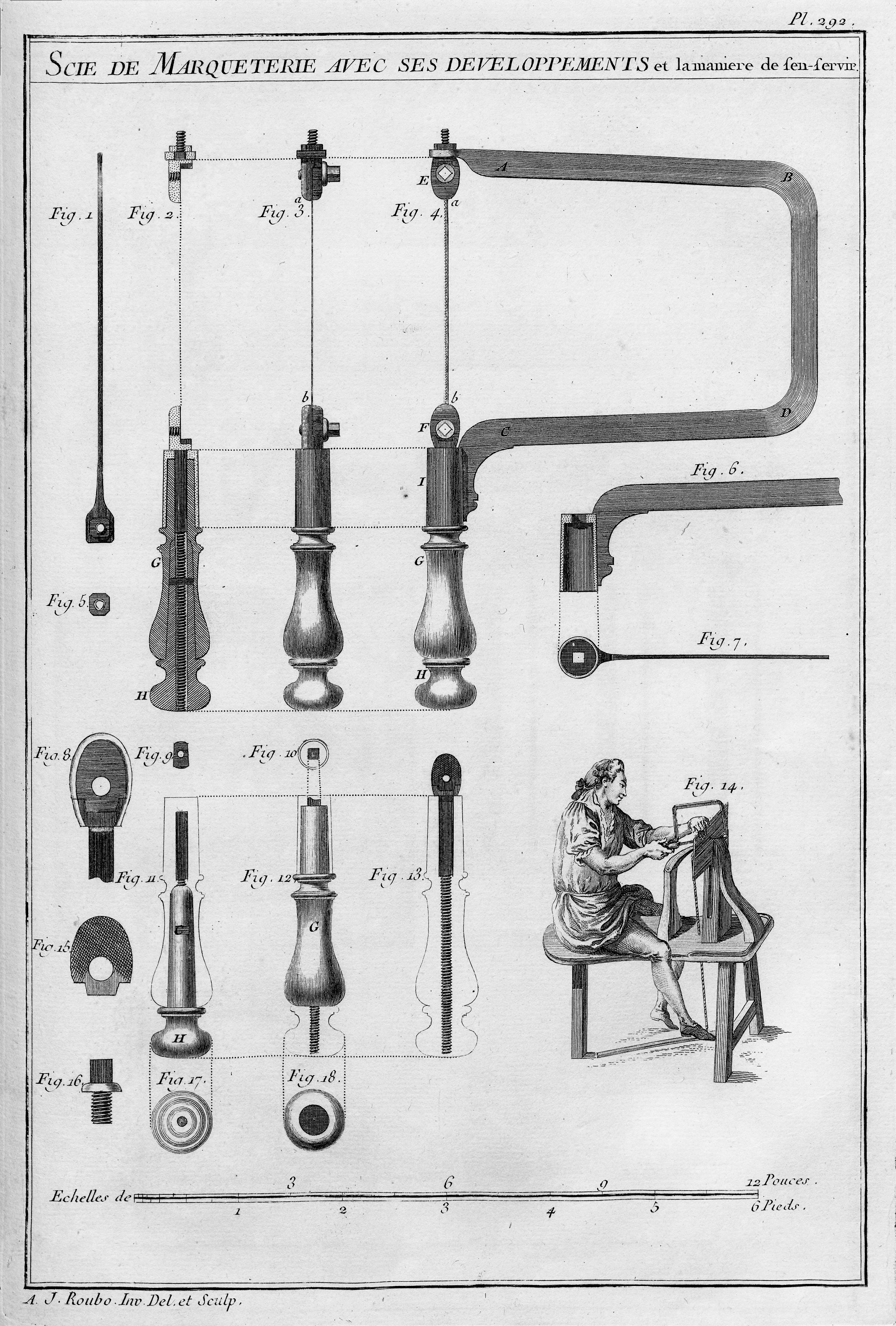
بلوپرینت تاریخی از اره مویی

به دلیل اندازه بسیار زیاد، قاب بخش بزرگی از وزن کل ابزار را تشکیل می دهد و دارای گشتاور نسبتاً زیادی است که در دستان یک کاربر بی تجربه می تواند باعث شود که جهت برش از حالت مورد نظر فاصله بگیرد. . برای مقابله با این اره مویی معمولاً با دسته (و تیغه) که روی یک محور عمودی قرار دارند استفاده می شود که اثرات این گشتاور را کاهش می دهد. همچنین ممکن است با قاب کوتاه‌تر (و سبک‌تر) جلوه را کاهش دهید، اگرچه این کار اندازه اجزایی را که ممکن است کار کنند نیز کاهش می‌دهد. یک میز برش یا فرت کار، که به عنوان تخته V نیز شناخته می شود، از چوب یا فلز ساخته شده و به لبه میز کار متصل می شود، ممکن است برای پشتیبانی از قطعه کار استفاده شود و در عین حال با استفاده از V برای تیغه اره فاصله ایجاد کند. شکافی شکل در آن بریده شده است.
تیغه معمولاً با استفاده از یک جفت بال مهره در موقعیت خود محکم می شود. اگرچه بال مهره ها معمولاً برای کار بدون ابزار در نظر گرفته می شوند، اغلب اعمال نیروی کافی صرفاً با دست غیرممکن است. آچارهای بالدار گشتاور اعمال شده را تا حد زیادی افزایش می دهند و از محکم شدن تیغه اطمینان حاصل می کنند.

## انواع تیغه ها
اگرچه به طور سنتی برای کارهای چوبی در نظر گرفته شده است، تیغه های برش فلز به راحتی در دسترس هستند که باعث افزایش تطبیق پذیری این اره می شود. تیغه های مارپیچ نیز موجود است که دارای دندانه در تمام طرف های تیغه است و بدون نیاز به چرخش اره یا قطعه کار در هر جهتی برش می دهد. این می تواند زمانی مفید باشد که دسترسی به دلیل اندازه قطعه در حال کار محدود شده باشد و تا حدی ناتوانی در چرخش تیغه را به روشی که ممکن است با اره مقابله ای جبران کند. با این حال، آنها همچنین دارای یک صفحه پهن تر هستند و به همین دلیل مواد بیشتری را نسبت به تیغه های معمولی حذف می کنند. همچنین تیغه های ساینده بدون دندانه واقعی موجود است، اما از یک سیم پوشیده شده با الماس، کاربید یا سایر مواد ساینده تشکیل شده است.
این تیغه های جایگزین، اره فرفری را برای بسیاری از کارهایی که به طور سنتی توسط اره سوراخ کن انجام می شود، مناسب می کند، اگرچه تیغه های اره سوراخ کننده معمولاً از بهترین تیغه اره فرفری ریزتر هستند.

## انواع اره موئی و کاربرد آن
اکثر افراد و ابزار فروشی‌ها اره موئی را به شکل دستی آن می شناسند، در حالی که اره موئی به دو صورت ۱-اره موئی دستی و۲- اره موئی برقی وجود دارد که به توضیح دربارهٔ کاربرد و استفاده هرکدام می پردازیم از این ابزار معمولاً برای برش‌های حساس و پر پیچ خم که نیاز به دقت و ظریف کاری زیادی دارد، استفاده می‌شود.
۱-اره موئی دستی : نوعی اره است که تیغ نازک اره موئی در بین کمان اره(کمان اره ابزاری مخصوص است که تیغ اره موئی در آن قرار میگیرد) قرار می‌گیرد و به وسیله آن با حرکت دادن دست به‌طور قائم اره را به جلو برده و شیء مورد نظر را برش می‌دهند، شکستن تیغ اره موئی معمولاً ناشی از اشتباه گرفتن اره موئی در هنگام اره است باید توجه کرد که با اره موئی دستی معمولاً کمتر از ۱۰ میلی‌متر را می‌توان برش داد و از این نوع اره برای برش تخته سه لایی‌های چوبی، پلکسی گلاس، کامپوزیت‌های نازک و... استفاده می‌شود.

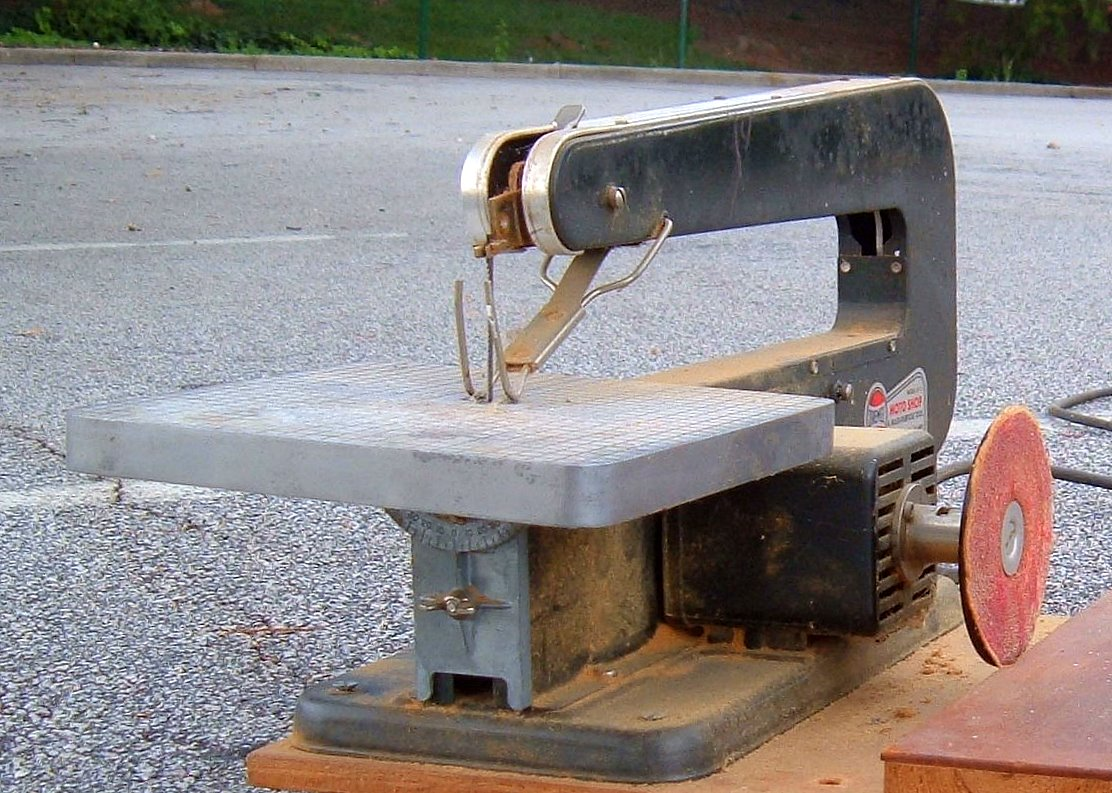

۲- اره موئی برقی Scroll saw : این اره علاوه بر انجام کارهای اره موئی قادر است اشیا را با ضخامت بیشتری برش بزند به علاوه اینکه نیاز به فعالیت بدنی کمتری نیز نسبت کمان اره دارد.این اره به ارهٔ منبت کاری نیز معروف است.
3-اره حرارتی برای برش زدن یونولیت می‌باشد. در کتاب کار و فناوری هشتم نیز است.